# Finanza cattolica
Con il termine finanza cattolica si definisce quel settore della finanza che si ispira esplicitamente ai principi della Dottrina sociale della Chiesa cattolica contenuta nei documenti cattolici ufficiali, in analogia con quanto avviene per altre religioni monoteiste (come ad esempio la finanza islamica). Non è da confondersi, come a volte avviene, con gli enti laici gestiti da persone che si dichiarano cattoliche per i quali è solitamente utilizzato il termine di  finanza bianca.

## Principi base
Sebbene non esistano regole tecniche specificamente cristiane per la finanza, o tipici “prodotti finanziari cristiani” o forme di investimento che sono obbligatorie per i cattolici, nella Dottrina sociale della Chiesa cattolica il punto centrale è la giustizia sociale. La Chiesa cattolica, in campo economico, non ha proposto modelli specifici di riferimento, preferendo semplicemente annunciare dei principi generali, ma numerosi sono stati negli anni i pronunciamenti papali in tema di economia e finanza, anche se a volte contrastanti tra di loro. Si riportano qui solamente gli ultimi più importanti.
Dopo l'istituzione dello Stato Città del Vaticano, la Santa Sede adottò la logica del capitalismo finanziario e ne seguì le stesse vicende nel bene e nel male. Il canone 1539 del Codice di diritto canonico del 1917, sotto il pontificato di Benedetto XV, certificava l'accettazione di questa logica: «Administratores possunt titulos ad latorem, quos vocant, commutare in alios titulos magis aut saltem aeque tutos ac frugiferos». Gli investimenti dovevano rispettare la regola del reddito ‘più elevato e sicuro’ e ciò riguardava non solo le disponibilità pontificie, ma anche quelle della variegata moltitudine di enti religiosi e di laici interessati dalle leggi eversive riguardanti i beni ecclesiastici.
Durante il Concilio Vaticano II la questione finanziaria della Santa Sede fu oggetto di molti interventi che si tradussero in indicazioni contenute in vari documenti. Paolo VI trasferì queste volontà nella costituzione apostolica Regimini Ecclesiae universae, pubblicata il 15 agosto 1967. Arrivò infine l'enciclica Populorum Progressio ad inaugurare «un nuovo orientamento nella politica degli investimenti vaticani: essa non avrebbe dovuto seguire il criterio del massimo profitto, come avveniva agli inizi sotto la guida di Bernardino Nogara, ma avrebbe dovuto ispirarsi a princìpi etici».

## Prestito ad usura
Ogni forma di interesse sui prestiti è stata condannata come intrinsecamente cattiva per quasi mille anni di storia della Chiesa. I Concili Lateranensi Secondo (1139) e Terzo (1179) proibirono l'usura e dichiararono che la sua condanna era contenuta nella Bibbia. Il Decretum Gratiani (ca. 1159) dedica a questo una speciale sezione, ribadendone il divieto. Anche Urbano III, nella Lettera Consuluit nos (tra il 1185 e il 1187), ha esercitato un notevole influsso riferendo le parole contenute in Lc 6,35 all'usura.
Tommaso d'Aquino afferma che il denaro è sterile in senso morale: il denaro non può produrre denaro, il suo scopo è essere un mezzo di scambio per beni utili ed essere consumato nell'uso. «L'uso del denaro è la medesima cosa della moneta stessa». Il denaro non ha altro valore che essere consumato. L'essenza della moneta, secondo Tommaso, è il suo consumo: non ha altro uso. Invece, l'interesse per un mutuo è il prezzo per il suo uso. Questo significa separare la proprietà della sostanza del denaro dal suo uso, che sono indistinguibilmente la stessa cosa. E questa separazione è il peccato di usura. Dovendo restituire più di quanto si è ricevuto, solo per aver usato il denaro, significa pagare due volte.
La svolta si ebbe nel basso medioevo, con la pubblicazione nel 1303 da parte del francescano Alessandro Bonino o Bonini, noto anche come Alessandro di Alessandria, del trattato De Usuris. La teoria in esso contenuta, favorevole all'applicazione di un tasso di interesse in caso di prestito, venne ripresa nel XV secolo da San Bernardino da Siena; per il frate minore il prestito bancario alle imprese va remunerato perché il denaro è produttivo in quanto consente di acquistare il tempo, necessario per effettuare la produzione e la produzione dei beni che servono all'uomo nella produzione. Però il tempo, che produce il reddito tramite il capitale fisso e circolante, è un fatto divino, il tempo è di Dio e gli va reso, mediante un impiego fruttuoso economicamente effettuato in modo efficiente ed onesto. Nacquero così i monti di pietà (e a Siena il Monte dei Paschi), istituti di credito non usurari, che puntavano alla giustizia commutativa nei contratti e distributiva nelle azioni collettive, pubbliche e private. Il primo di essi fu fondato a Perugia nel 1462 dal francescano Michele Carcano. La bolla papale di Leone X, Inter multiplices, del 1515 rimosse ogni dubbio circa la liceità di riscuotere un interesse sui prestiti erogati.

## Carità
È presente in diverse confessioni l'usanza di destinare una parte del proprio reddito annuo in opere di carità. Secondo i Cattolici, il motivo per cui è richiesto ad ogni fedele di versare la decima (e quindi una percentuale del 10% dei propri redditi) è spiegato dalle parole contenute nel Vecchio Testamento: in esse la parola “restituzione” è centrale perché tutto ciò che viene guadagnato o posseduto in questa vita è dato, in ogni caso, da Dio. Egli dà ai suoi fedeli tutto quello che hanno e chiede solo che una parte di esso venga ridistribuita per portare benedizioni e felicità.
La Bibbia considera inoltre tra i peggiori peccati l'avarizia. Tommaso d'Aquino sosteneva invece l'astensione dal commercio per ecclesiastici e religiosi: essi dovevano evitare non solo ciò che è male, ma anche ciò che sembra male, come (secondo lui) era il caso degli affari, a causa dei vizi frequentemente connessi con questo mondo.

## Le encicliche papali
Un riferimento chiaro e preciso sul comportamento che la Chiesa si aspetta dai propri fedeli in ambito economico è l'enciclica Centesimus Annus, pubblicata nel 1991 ad integrazione della precedente enciclica Rerum Novarum del 1891. In essa si afferma che «Lo sviluppo non deve essere inteso in un modo esclusivamente economico, ma in senso integralmente umano. Non si tratta solo di elevare tutti i popoli al livello di cui godono oggi i Paesi più ricchi, ma di costruire nel lavoro solidale una vita più degna, di far crescere effettivamente la dignità e la creatività di ogni singola persona, la sua capacità di rispondere alla propria vocazione e, dunque, all'appello di Dio, in essa contenuto».
La proprietà dei beni può essere legittimamente privata, ma il suo uso deve essere orientato al bene comune: «Se si domanda quale debba essere l'uso di tali beni, la Chiesa [...] non esita a rispondere che a questo proposito l'uomo non deve possedere i beni esterni come propri, ma come comuni», perché «sopra le leggi e i giudizi degli uomini sta la legge, il giudizio di Cristo. In questo senso si può giustamente parlare di lotta contro un sistema economico, inteso come metodo che assicura l'assoluta prevalenza del capitale, del possesso degli strumenti di produzione e della terra rispetto alla libera soggettività del lavoro dell'uomo».
Nella Centesimus Annus viene anche indicato qual è il giusto guadagno che può essere ricavato dalle attività economiche. «La Chiesa riconosce la giusta funzione del profitto, come indicatore del buon andamento dell'azienda: quando un'azienda produce profitto, ciò significa che i fattori produttivi sono stati adeguatamente impiegati ed i corrispettivi bisogni umani debitamente soddisfatti. Tuttavia, il profitto non è l'unico indice delle condizioni dell'azienda. È possibile che i conti economici siano in ordine ed insieme che gli uomini, che costituiscono il patrimonio più prezioso dell'azienda, siano umiliati e offesi nella loro dignità. Oltre ad essere moralmente inammissibile, ciò non può non avere in prospettiva riflessi negativi anche per l'efficienza economica dell'azienda. Scopo dell'impresa, infatti, non è semplicemente la produzione del profitto, bensì l'esistenza stessa dell'impresa come comunità di uomini che, in diverso modo, perseguono il soddisfacimento dei loro fondamentali bisogni e costituiscono un particolare gruppo al servizio dell'intera società. Il profitto è un regolatore della vita dell'azienda, ma non è l'unico; ad esso va aggiunta la considerazione di altri fattori umani e morali che, a lungo periodo, sono almeno egualmente essenziali per la vita dell'impresa».
Vi è anche un riferimento all'etica degli investimenti: «In proposito, non posso ricordare solo il dovere della carità, cioè il dovere di sovvenire col proprio "superfluo" e, talvolta, anche col proprio "necessario" per dare ciò che è indispensabile alla vita del povero. Alludo al fatto che anche la scelta di investire in un luogo piuttosto che in un altro, in un settore produttivo piuttosto che in un altro, è sempre una scelta morale e culturale. Poste certe condizioni economiche e di stabilità politica assolutamente imprescindibili, la decisione di investire, cioè di offrire ad un popolo l'occasione di valorizzare il proprio lavoro, è anche determinata da un atteggiamento di simpatia e dalla fiducia nella Provvidenza, che rivelano la qualità umana di colui che decide».
Da queste parole parole esponenti autorevoli della Chiesa hanno sovente tratto opinioni profondamente diverse. Papa Francesco ha ripreso più volte la frase secondo la quale il denaro è lo sterco del demonio mentre Mons. Javier Echevarría, a capo dell'Opus Dei dopo la scomparsa del fondatore san Josemaría Escrivá espresse il seguente pensiero: “A volte si trova ancora il vecchio pregiudizio di ritenere la finanza ed il mercato come qualcosa di necessariamente negativo o pericoloso per un cristiano. Ma queste realtà, se orientate al servizio degli altri e vissute con onestà, possono diventare occasione per dar gloria al Signore. Insomma, Dio si può trovare anche a Wall Street”.
L'enciclica Caritas in veritate di papa Benedetto XVI del 2009 e l'Esortazione Apostolica Evangelii gaudium del 2015 di Papa Francesco indicano invece un percorso per un rinnovato sistema economico e finanziario; in particolare quest'ultima sottolinea la necessità di proporre soluzioni concrete e non solo analisi teoriche.
Infine, nell'Enciclica Laudato si' del 2015, Papa Francesco sottolinea la necessità di modificare la concezione di progresso, di gestire l'economia in maniera più responsabile e di liberare il nostro stile di vita dalla schiavitù del consumismo, sottolineando l'obbligo di proteggere il Creato per le future generazioni. Egli fa riferimento, inoltre, alla necessità di promuovere un nuovo modello di finanza sostenibile, basato sul concetto di Cura e su un rinnovato senso di responsabilità per “la nostra casa comune”. Parte del discorso è incentrato sulla vera natura della finanza quale strumento per favorire l'utilizzo delle risorse in eccesso al fine di promuovere l'economia reale.

## Enti finanziari cattolici
Direttamente posseduti dallo Stato Città del Vaticano, e quindi riconducibili alle volontà del Santo Padre, risultano essere lo IOR e l'APSA. Esiste poi l'Istituto Centrale per il Sostentamento del Clero, che gestisce i beni delle diocesi italiane utili a garantire il sostentamento economico dei sacerdoti.
Alcune diocesi e istituti religiosi di vita consacrata gestiscono inoltre enti finanziari che garantiscono una fonte di reddito utile alla loro attività pastorale. Per esempio la diocesi di Trento gestisce dal secondo dopoguerra L'Istituto Atesino di Sviluppo, che fu per un breve periodo anche proprietario della Banca di Trento e Bolzano poi confluita in Banca Intesa. I Salesiani hanno invece coinvolto Orionini e Cappuccini di Genova per costituire nel 2004 Polaris, una Società
anonima lussemburghese avente il compito di gestire i patrimoni accumulati da decenni di lasciti e raccolta delle donazioni, in particolare derivante dall'eredità Gerini (44-45-46).
All'estero esistono molti casi di fondi eticamente orientati presieduti o semplicemente garantiti da enti religiosi: è il caso dell'Ave Maria Fund, famiglia di fondi creata specificamente per investitori che cercano un buon rendimento finanziario da quelle aziende che non violano gli insegnamenti della Chiesa cattolica; oppure del Christian Brothers Investment Services, che gestisce i risparmi delle organizzazioni cattoliche che intendono unire fede e finanza attraverso la gestione responsabile del proprio patrimonio. Analoghi criteri di selezione e screening etico troviamo nel Catholic Equity Fund, fondato nel 1999 a Milwaukee, che in questi anni si è specializzato anche nella pratica della shareowner advocacy, ovvero nell'influenzare il comportamento delle aziende attraverso un dialogo diretto con il management ed un esercizio responsabile del diritto di voto alle assemblee.

## Enti finanziari italiani che si ispirano ai precetti cattolici
Dopo l'enciclica Rerum novarum, si svilupparono nel XIX in Italia le Casse rurali di matrice cattolica che, quasi sempre ad opera di parroci illuminati, riuscirono a contenere l'emigrazione e contribuirono allo sviluppo territoriale tanto che lo stesso Don Luigi Sturzo, divenuto Sindaco di Caltagirone in Sicilia, ne creò una. Così questa pratica di costituire banche di matrice religiosa per un'economia “di giustizia” si estese tra la fine del sec XIX e l'inizio del XX dando luogo a vari istituti tra cui il Banco Ambrosiano e la Banca San Paolo di Brescia (entrambe fondate dal bresciano Giuseppe Tovini), la Banca Cattolica del Veneto, la Cattolica Assicurazioni (che nel suo statuto contiene ancora un riferimento alla religiosità dei suoi soci), l'Istituto bancario San Paolo di Torino, la Banca Provinciale Lombarda, il Credito Bergamasco, il Credito Romagnolo, il Banco S. Geminiano e S. Prospero e così via.
Uno degli enti creditizi più importanti nato in ambito cattolico fu il Banco di Roma. Il Banco sorse nel 1880 all'indomani della crisi del 1873-1878, grazie alla sottoscrizione da parte della Santa Sede di 5.150 azioni (il 50% del capitale azionario, divenuti nel tempo l'80% grazie ad alcuni aumenti di capitale) ed anche ad un cospicuo deposito del papa Leone XIII nel Banco appena sorto. Il Banco, dopo alterne vicende, confluì poi nel gruppo Unicredit.
Successivamente, con la nascita del welfare e con le varie leggi bancarie, è sparita dall'orizzonte di molte banche cattoliche la contestualità etica di produzione e ridistribuzione della ricchezza, sopravvivendo solo in parte nelle Casse rurali che hanno cambiato nome in Banche di Credito Cooperativo.